# Barcaroll
Ordet Barcaroll, Barcarolle, Barcarola med flera former avser bland annat en venetiansk gondoljärsång. Därifrån har termen kommit att användas i den klassiska musiken för en instrumental melodi med liknande stämning - vanligen i böljande 6/8- eller 9/8-takt. Alltsedan Felix Mendelssohn använde titeln på ett pianostycke ur samlingen Lieder ohne Worte, har den använts då och då. Några andra tonsättare som använt den är Frédéric Chopin, Jacques Offenbach, Charles-Valentin Alkan och Gabriel Fauré.